# Ehlenzbach
Der Ehlenzbach ist ein 13,4 km langer, rechter Nebenfluss der Nims in rheinland-pfälzischen Eifelkreis Bitburg-Prüm.

## Geographie

### Verlauf
Der Ehlenzbach entspringt in der Westeifel (Lascheider Hochfläche) auf einer Höhe von 497 m ü. NHN. Die Quelle liegt am Südwesthang des Heilgert (548,8 m ü. NHN) etwa ein Kilometer nordöstlich von Plütscheid.
Vorwiegend nach Süden abfließend mündet der Ehlenzbach etwa ein Kilometer nördlich von Rittersdorf auf 286 m ü. NHN in die dort von Norden kommende Nims.

### Einzugsgebiet und Zuflüsse
Der Ehlenzbach entwässert ein 27,9 km² großes Einzugsgebiet über Nims, Prüm, Sauer, Mosel und Rhein zur Nordsee.
| Name                      | Lage   | Länge in km | EZG in km² | Mündungshöhe in m ü. NHN | Mündung Koordinaten       | GKZ        |
| ------------------------- | ------ | ----------- | ---------- | ------------------------ | ------------------------- | ---------- |
| Ortsgraben, auch Bierbach | rechts | 0,170       | 1,364      | 452                      | in Plütscheid ⊙           | 262886-12  |
| Steiler Graben            | links0 | 0,197       | 0,038      | 443                      | südlich von Plütscheid ⊙  | 262886-132 |
| Kleiner Bach              | rechts | 0,423       | 0,171      | 389                      | südlich von Plütscheid ⊙  | 262886-14  |
| Graben                    | rechts | 0,636       | 0,207      | 382                      | südlich von Plütscheid ⊙  | 262886-16  |
| Krummer Graben            | rechts | 0,662       | 0,291      | 375                      | südlich von Plütscheid ⊙  | 262886-16  |
| Kleiner Ehlenzbach        | links0 | 3,618       | 2,973      | 364                      | westlich von Heilenbach ⊙ | 262886-2   |
| Heilenbach, auch Heilbach | links0 | 2,650       | 4,018      | 347                      | südlich von Heilenbach ⊙  | 262886-4   |
| Scheidbach                | rechts | 1,026       | 1,460      | 340                      | südlich von Heilenbach ⊙  | 262886-52  |
| Bach vom Benneshof        | links0 | 0,958       | 0,540      | 332                      | in Ehlenz ⊙               | 262886-54  |
| Ehlenzer Graben           | links0 | 1,036       | 0,640      | 321                      | südlich von Ehlenz ⊙      | 262886-56  |
| Oberweiler Graben         | rechts | 2,391       | 1,471      | 321                      | südlich von Ehlenz ⊙      | 262886-6   |
| Langer Ackergraben        | links0 | 0,986       | 0,570      | 313                      | nördlich von Ließem ⊙     | 262886-92  |
| Heidegraben               | rechts | 0,473       | 0,863      | 310                      | bei Ließem ⊙              | 262886-94  |

Anmerkungen zur Tabelle
1. ↑  Die Gewässerdaten stammen vom GeoExplorer der Wasserwirtschaftsverwaltung Rheinland-Pfalz (Hinweise), die geographischen Daten vom Kartendienst des Landschaftsinformationssystems der Naturschutzverwaltung Rheinland-Pfalz (LANIS-Karte) (Hinweise).
2. ↑  Gewässerkennzahl, in Deutschland die amtliche Fließgewässerkennziffer mit zur besseren Lesbarkeit eingefügtem Trenner hinter dem Präfix, das einheitlich für den allen gemeinsamen Vorfluter Ehlenzbach steht.